# 姆茨赫塔

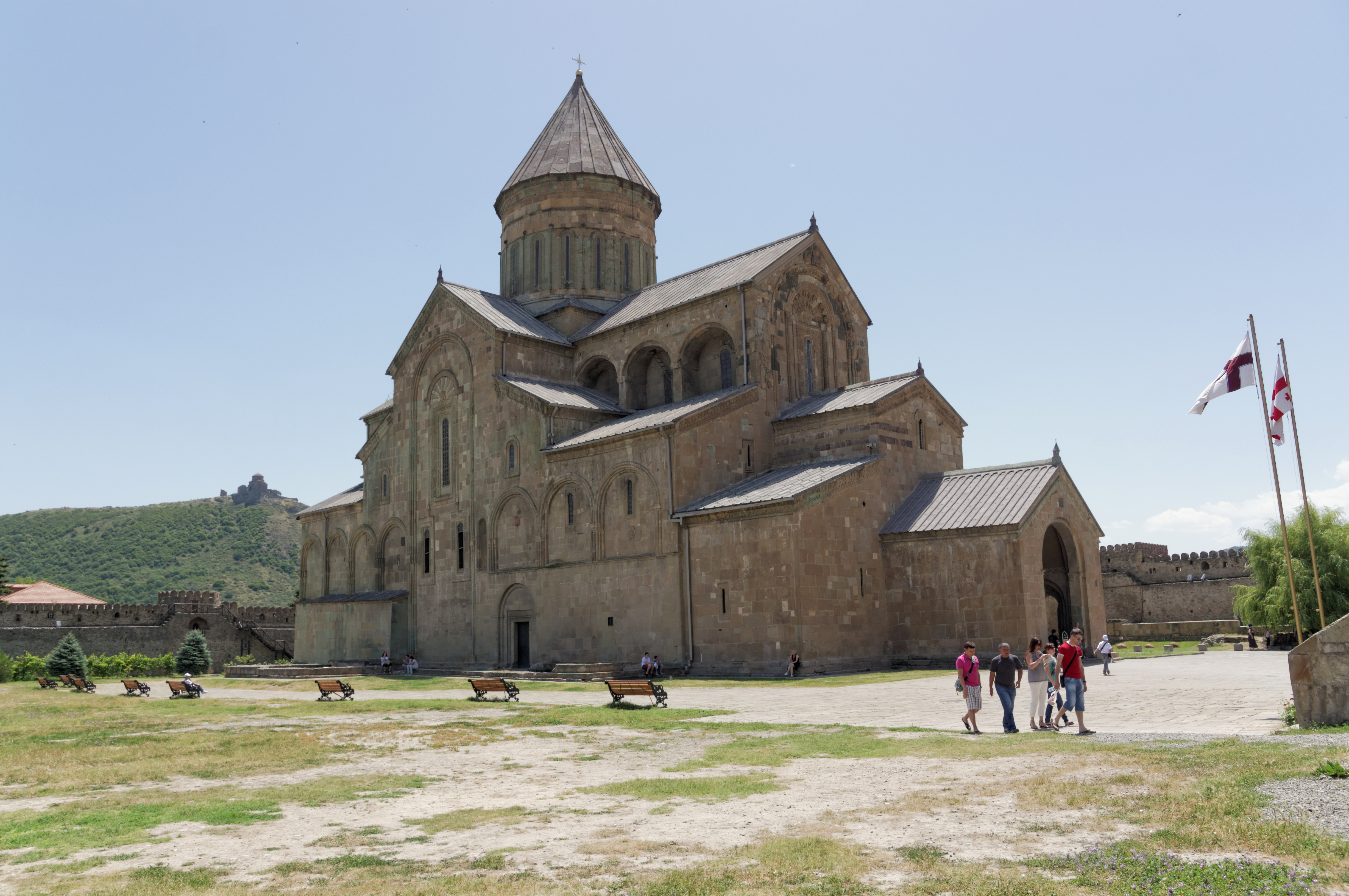

姆茨赫塔（羅馬化：Mtskheta，發音：[ˈmtsʰχetʰa]）是格魯吉亞東部姆茨赫塔-姆蒂亚内蒂大区姆茨赫塔市鎮的城镇及其行政中心，也是所属大区的区府。距離首都第比利斯20公里，海拔高度460米，2014年人口7,940。
该城历史悠久，考古发现公元前两千年即有人类居住遗址。公元前3世纪至公元5世纪间为伊比利亚王国的首都。
1994年“姆茨赫塔的历史古迹群”被联合国教科文组织认定为是世界遗产。

## 出身名人
- 栃ノ心剛史 - 大相撲選手，本名萊萬·戈爾加澤

## 外部連結
- 姆茨赫塔市鎮官方网站 （页面存档备份，存于） （格鲁吉亚文）
- Pictures of Mtskheta（页面存档备份，存于）
- UNESCO World Heritage listing（页面存档备份，存于）

41°51′N 44°43′E / 41.850°N 44.717°E